# Darren Barber
Darren Barber (* 26. prosince 1968, Victoria, Kanada) je bývalý kanadský veslař. Na olympijských hrách 1992 v Barceloně získal zlatou medaili na osmě.